# 크리스토발 마르티네스보르디우이오르테가 데 비야베르데 후작
크리스토발 마르티네스보르디우이오르테가(Cristóbal Martínez-Bordiú y Ortega, 1922년 8월 1일 ~ 1998년 2월 4일)는 스페인의 대귀족으로 제10대 비야베르데 후작(Marqués de Villaverde)이다. 아내는 카르멘 프랑코이폴로이며 루이 알퐁소 드 부르봉의 외조부이다.